# 홍춘 (희극인)
홍춘(본명 : 김홍준)(1986년 12월 13일 ~ )은 대한민국의 희극 배우이다.

## 출연작

### 예능
- 웃찾사 (SBS)
- 코리아 갓 탤런트 (tvN)
- 순 우리말 사전 (EBS)